# Fototaksja
Fototaksja – jedna z taksji, jest to zjawisko reakcji na świetlne bodźce:
- fototaksja dodatnia – występuje podczas ruchu do światła,
- fototaksja ujemna – występuje podczas ruchu w stronę przeciwną.

Zjawisko fototaksji u roślin następuje w chloroplastach.